# Експеримент Фізо
Експеримент Фізо (фр. Fizeau experiment) був проведений Луї Фізо в 1851 році при вимірюванні відносної швидкості світла в рухомій воді. Фізо використав спеціальний інтерферометр для вимірювання ефектів розповсюдження світла в рухомому середовищі (medium). Згідно з теорією, що домінувала на той час, світло, яке розповсюджується в рухомому середовищі, мало захоплюватися цим середовищем, так що результатне значення швидкості світла мало бути тривіальною сумою самої швидкості та швидкості середовища (medium). Фізо зареєстрував ефект захоплення (dragging effect), проте амплітуда ефекту була значно меншою, ніж очікувалося. Його результат тривіально узгоджувався з концепцією часткового « захоплення ефіру» Френеля, що до певної міри приводило до незадоволення деяких фізиків, яке в подальшому вилилось у створення спеціальної теорії відносності. Пізніше Ейнштейн підкреслював важливість даного експерименту для теорії відносності.

## Експериментальна установка

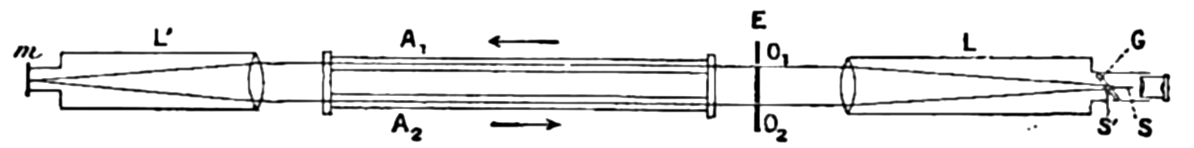
Експериментальна установка Фізо (1851).

Промінь світла, який випромінює джерело S, відбивається від роздільника променів G і коллімується в паралельні промені лінзою L. після проходження двох вузьких щілин O1 та O2, два промені світла розповсюджуються через трубки A1 та A2, через які тече вода (у двох протилежних напрямках, як показано стрілками). Промені відбиваються від дзеркала m в фокусі лінзи L, так що один промінь розповсюджується у напрямку руху води, а інший — у протилежному. Після проходження променів через трубки з водою, обидва промені поєднуються на S, де й відбувається інтерференція. У результаті виникає зсув інтерференційної смуги, який залежить від швидкості води. Світлі та темні інтерференційні смуги можна спостерігати через окуляр.

## Коефіцієнт захоплення Френеля
Якщо припустити, що середня швидкість води в трубках v, то відповідно до концепції світлоносного ефіру, швидкість світла внаслідок захоплення (dragged) його водою має збільшуватися при русі в напрямку течії, та зменшуватися при русі назустріч. Сумарне значення має бути тривіальною векторною сумою швидкості світла у воді та швидкості води. Враховуючи показник заломлення n води, швидкість світла у непорушній воді буде c/n. Тоді очікувана швидкість світла w в одному промені буде
{\displaystyle w_{+}={\frac {c}{n}}+v\ ,}
а в другому промені
{\displaystyle w_{-}={\frac {c}{n}}-v\ ,}
Світло, яке рухається назустріч руху води, буде мати меншу швидкість, а те, що рухається в напрямку течії — більшу швидкість. Інтерференційна картина для двох променів світла буде залежати від часу проходження двох променів, які рухаються у напрямку течії та проти неї (зміщення інтерференційних смуг залежатиме від швидкості води). 
Фізо знайшов, що
{\displaystyle w_{+}={\frac {c}{n}}+v(1-{\frac {1}{n^{2}}})\ .}
Іншими словами, світло «захоплюється» водою, проте амплітуда захоплення виявилася меншою, ніж очікувалося. 
Експеримент Фізо змусив фізиків XIX століття прийняти феноменологічну теорію Френеля (1818) часткового захоплення, запропоновану для пояснення експерименту Араго. У межах цієї теорії вводився коефіцієнт часткового захоплення Френеля f:
{\displaystyle f=(1-{\frac {1}{n^{2}}})\ .}
1895 року Гендрік Лоренц передбачив існування додаткового члена, який обумовлений дисперсією:
{\displaystyle w_{+}={\frac {c}{n}}+v\left(1-{\frac {1}{n^{2}}}-{\frac {\lambda }{n}}\!\cdot \!{\frac {\mathrm {d} n}{\mathrm {d} \lambda }}\right)}.

## Експеримент Майкельсона – Морлі (1886)

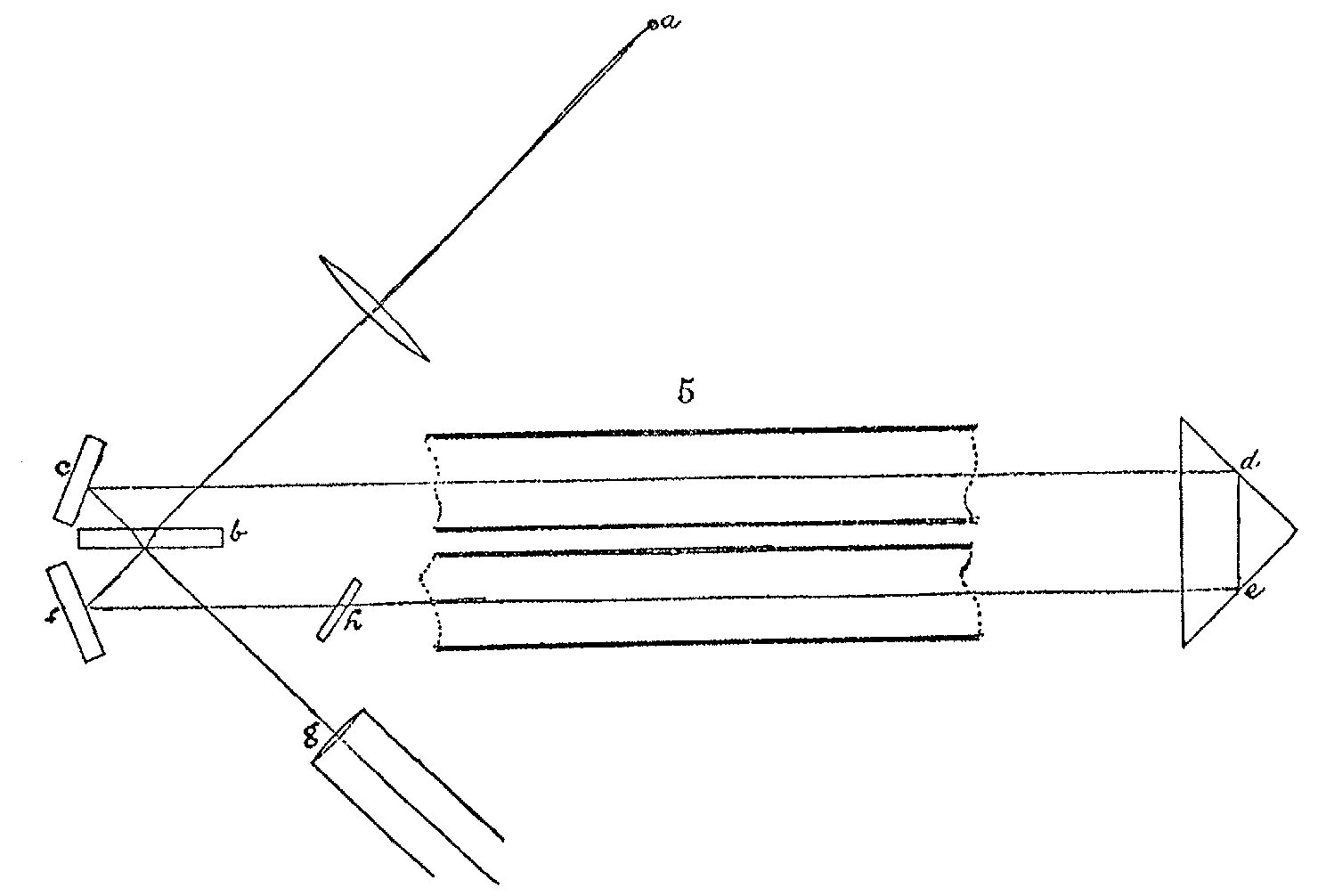
Поліпшена схема досліду Фізо запропонована Майкельсоном та Морлі 1886. Коллімоване світло від джерела a падає на роздільник пучків b де ділиться на дві частини: одна долає шлях b c d e f b g, а інша — шлях b f e d c b g.

Альберт Майкельсон та Едвард Морлі (1886) повторили  експеримент Фізо з поліпшеною точністю за рахунок використання інтерференційної схеми Френеля та труб більшого діаметра в яких спостерігався більш рівномірний потік води протягом трьох хвилин. Сьогодні цей тип інтерферометра називається  інтерферометр Саньяка, в якому два промені світла розповсюджуються назустріч один одному, тоді коли сам інтерферометр обертається навколо своєї осі (замкненість топології інтерферометра є не обов'язкова). Стабільність спостереження інтерференційної картини дозволяє вставити скляну пластинку h для більш повної компенсації світлових шляхів. 
У 1910 році Франц Гарресс використав інтерферометр, що обертався і повністю підтвердив коефіцієнт захоплення Френеля. Проте було знайдено також додаткове систематичне «зміщення результатів», яке потім було приписано до ефекту Саньяка.

## Моделі збурення різниці ходу

### Модель часткового захоплення Френеля
У рамках моделі часткового захоплення Френеля швидкість світла в рухомій воді може бути представлена у вигляді:
{\displaystyle v^{\pm }=c/n\pm v\cdot f}.
Тоді різниця часу проходження світлових променів в протічній воді буде:
{\displaystyle \tau ={\frac {2L}{c/n-vf}}-{\frac {2L}{c/n+vf}}={\frac {4Lvf}{c^{2}/n^{2}-v^{2}f^{2}}}\approx {\frac {4lv}{c^{2}}}(n^{2}-1)}.
Відносна зміна фази двох променів світла, обумовлена збуренням (двома потоками води у різних напрямах) має вигляд:
{\displaystyle \xi ={\frac {\tau c}{\lambda }}\approx {\frac {4Lv}{c}}(n^{2}-1)}.
Цей параметр може бути перевірений на експерименті шляхом вимірювання зсуву інтерференційних смуг. 

### Релятивістська модель збурення
В рамах релятивістського підходу до збурення в інтерферометрі Фізо використовується наступне значення для швидкості світла у воді:
{\displaystyle v^{\pm }={\frac {c/n\pm v}{1\pm v/cn}}}.
Тоді різниця часу проходження світлових променів в протічній воді буде:
{\displaystyle \tau ={\frac {2L}{v^{-}}}-{\frac {2L}{v^{+}}}\approx {\frac {4Lv}{c^{2}}}(n^{2}-1)},
а відносна зміна фази двох променів світла, обумовлена збуренням (двома потоками води у різних напрямах) має такий само вигляд, як і в попередньому випадку:
{\displaystyle \xi ={\frac {\tau c}{\lambda }}\approx {\frac {4Lv}{c}}(n^{2}-1)}.

Дивись також
- Інтерференційний експеримент Юнга
- Дзеркала Френеля